# Gymnocranius frenatus
Gymnocranius frenatus is een straalvinnige vissensoort uit de familie van straatvegers (Lethrinidae). De wetenschappelijke naam van de soort is voor het eerst geldig gepubliceerd in 1873 door Bleeker.